# مازن (روستا)
 مازن  (در عربی:  مازن )
نام روستایی است در دهستان المَذبَح از توابع استان لَحِج در کشور یمن در شبه جزیره عربستان.

## جمعیت
جمعیت آن (۱۰۰ ) نفر (۱۳ خانوار) می‌باشد.